# Unlock It
«Unlock It» es una canción de 2017 de Charli XCX con Kim Petras y Jay Park del mixtape Pop 2 de XCX. La canción utiliza un sample de «Beautiful» de A. G. Cook y pasó a llamarse «Unlock It (Lock It)» en 2021 después de volverse viral en TikTok. En 2022, Piri & Tommy lanzaron una versión que Vice calificó como la decimocuarta mejor canción de 2022.

## Versión de Charli XCX
La versión de Charli XCX se lanzó el 11 de diciembre de 2017, cuatro días antes del lanzamiento de su mixtape Pop 2. La canción utiliza un sample de «Beautiful» de A. G. Cook, quien también produjo el álbum, y presenta un coro de palabras habladas. Un remix mashup de la canción del DJ/productor estadounidense Jeff Prior se volvió viral en 2021 después de usarse en un baile de acompañamiento en TikTok, y eventualmente grabó la banda sonora de 2 400 000 videos. El 2 de mayo de 2021, actualizó el título de la canción a las plataformas de streaming a «Unlock It (Lock It)»; después de ser criticada por esto, recurrió a Twitter para explicarse. La versión de XCX fue descrita por Indiependent.co.uk como un «clásico hiperpop», mientras que Clash Magazine la describió como «[un] power chorus, pura felicidad electrónica, audaces melodías computarizadas y letras que ofrecen escapismo cósmico», y elogió especialmente la línea cosmic kiss, tastes like cherry maraschino («beso cósmico, sabe a cereza marrasquino»), calificándola de «dulcemente satisfactoria».

## Versión de Piri & Tommy
Piri & Tommy lanzaron una versión de la canción en 2022 para plataformas de transmisión el 11 de noviembre de 2022 con el título todo en minúsculas, «unlock it». Anteriormente habían lanzado la canción como exclusiva de Apple Music el 13 de septiembre de 2022, cinco días después de abrir para Charli XCX en un concierto de Brighton, y acompañada de una versión acústica de «on & on». Su versión de la canción fue descrita por Indiependent.co.uk como una «mezcla [de] bubblegum pop y drum & bass», mientras que Clash Magazine describió la canción como «que recuerda a la original [pero] entregando un filo más relajado», la voz de piri como «suave como la seda, atada en AutoTune, [y] bañada en reverberación y retardo», la batería de la canción tiene «un filo de baja fidelidad» y la producción de Tommy como «limpia y pulida, optando para un enfoque de menos es más con un lote de sintetizadores brillantes y un subgrave profundo». Además, su versión de la canción fue calificada como la decimocuarta mejor canción de 2022 por Vice.